# Las Mil Quinientas

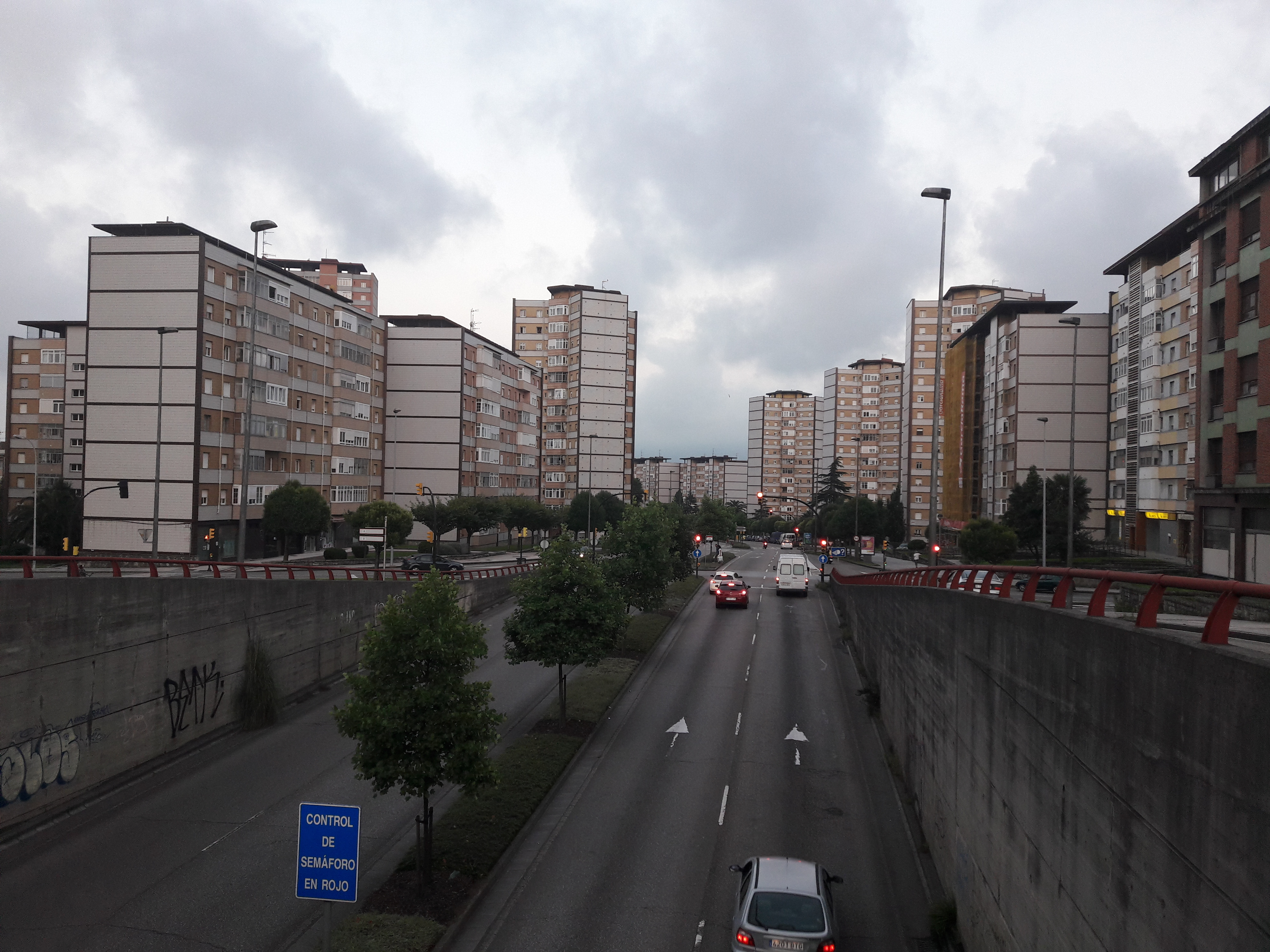
Vista de Las Mil Quinientas desde la Avenida de Gaspar García Laviana.

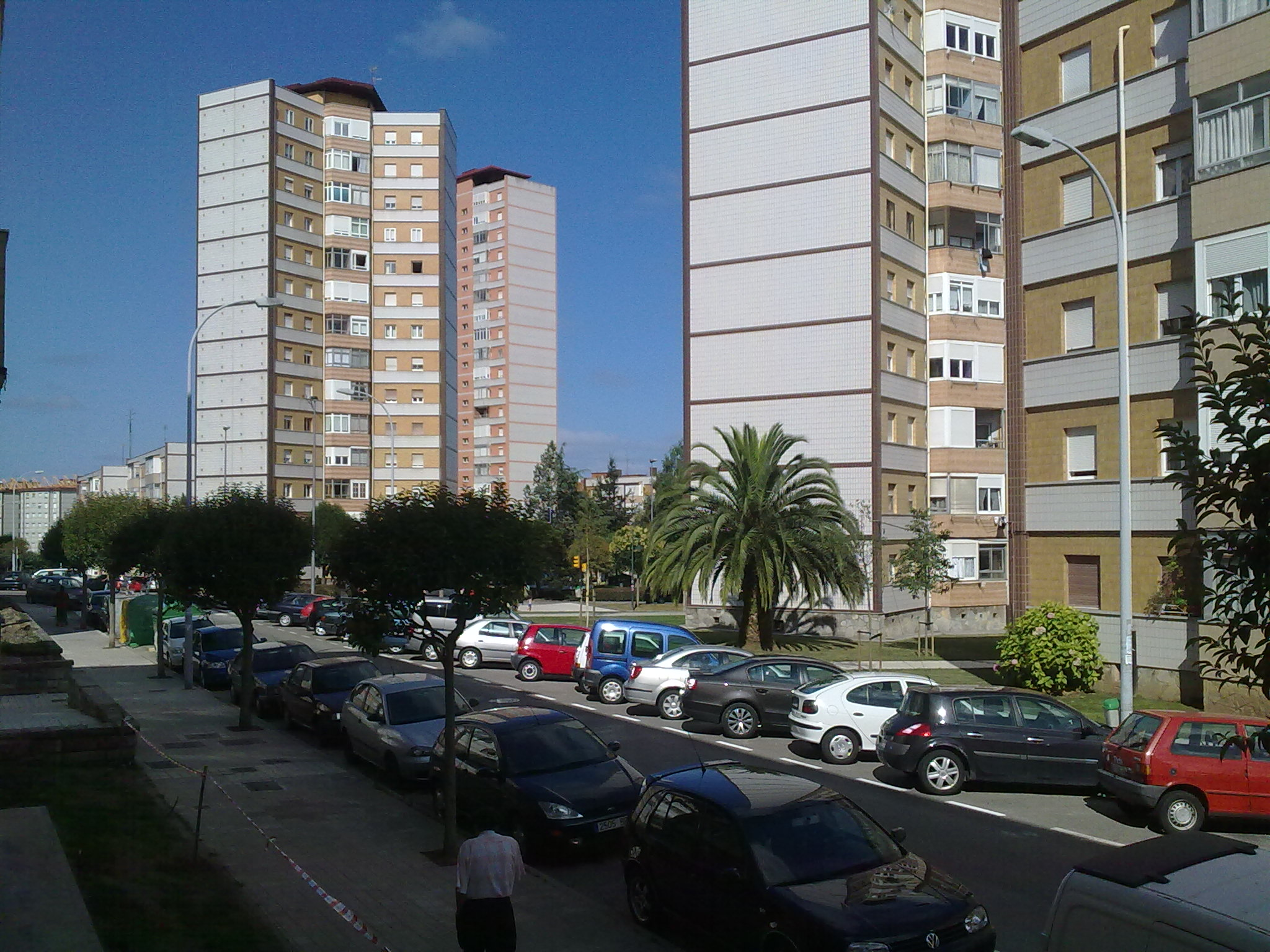
Vista de algunos bloques

Las Mil Quinientas (Les Mil Quinientes en asturiano y oficialmente) es un grupo de viviendas del barrio de Pumarín, en la ciudad asturiana de Gijón (España). Levantado a finales de la década de 1950, está formado por más de sesenta bloques.
Originalmente llevó el nombre de Ciudad Satélite de Pumarín. También se le dio el nombre de Pumarilia al conjunto, por sus semejanzas con la Brasilia de Oscar Niemeyer. Sin embargo, las viviendas pasaron a conocerse popularmente con el nombre Las Mil Quinientas.

## Historia
El 27 de noviembre de 1953, el Instituto Nacional de la Vivienda recibe el encargo de realizar un proyecto para el barrio de Pumarín. Por entonces, el barrio era un territorio rural, alejado del centro histórico de Gijón. Se pretendía con esto solucionar el problema que suponía la ausencia de residencias suficientes para los trabajadores ante el aumento de población que por entonces se daba en la ciudad.
La idea de edificar en la zona surgió en 1953. En 1955 comenzaron los trámites necesarios para expropiar los terrenos que se usarían para los nuevos edificios, con un desembolso total de cerca de doscientos millones de pesetas. Las obras comenzaron en 1958 y el barrio se inauguró el 18 de julio de 1960. No obstante, aunque las viviendas se fueron ocupando paulatinamente, en sus inicios la zona careció de accesos rodados, centros educativos y de algunos elementos de urbanización. El precio de venta de cada vivienda rondaba las 150.000 pesetas de la época.
Su población inicial la compusieron gentes obreras procedentes de las cuencas mineras, León, Extremadura o Andalucía. Desde el principio, el barrio presentó una intensa lucha vecinal, presente a fin de denunciar las carencias del barrio.

## Los edificios
Los arquitectos encargados del proyecto fueron Miguel Díaz Negrete, José Antonio Muñiz Muñiz, Juan Manuel del Busto González y José Avelino Díaz Fernández-Omaña.
La localización fue elegida por estar junto a la carretera de Oviedo y cerca de la avenida de Schulz. Ambas vías se unieron a través de la actual avenida de Gaspar García Laviana.
Se trata de sesenta y ocho bloques de diferentes alturas, pintados con colores suaves. El más destacado entre ellos es el que consta de veinte pisos. A continuación, hay algunos de catorce. El resto son edificios que oscilan entre las ocho y las dos plantas. Todos los edificios están en el Catálogo Urbanístico de Gijón por su relevancia histórica y arquitectónica.